# みやき町立北茂安中学校
みやき町立北茂安中学校（みやきちょうりつ きたしげやすちゅうがっこう）は、佐賀県三養基郡みやき町大字東尾にある町立中学校。

## 概要
歴史
1947年（昭和22年）の学制改革の際に、新制中学校として創立。数回の統合・改組・改称を経て、現校名になったのは2005年（平成17年）。2022年（令和4年）に創立75周年を迎えた。
校章
中央に校名の略称である「北中」の文字（縦書き）を配している。
校歌
1956年（昭和31年）に制定。作曲は古賀残星、作曲は陶山聡による。歌詞は3番まであり、各番とも歌詞中に校名の「北茂安」が登場する。
校区
住所表記で「三養基郡みやき町」の後に「大字 東尾・中津隈・江口・白壁」が続く地域。小学校区はみやき町立北茂安小学校。

## 沿革
- 1947年（昭和22年）4月1日 - 学制改革が行われる。
  - 北茂安村国民学校の初等科が、新制小学校「北茂安村立北茂安小学校」（6年制）に改組・改称。
  - 北茂安村国民学校の高等科が青年学校普通科とともに、新制中学校「北茂安村立北茂安中学校」（3年制）に改組され、当初小学校に併置される。
- 1948年（昭和23年）3月31日 - 青年学校が廃止される。
- 1949年（昭和24年）3月 - 第一校舎が完成。
- 1950年（昭和25年）4月 - 第二校舎が完成。
- 1951年（昭和26年）3月 - 第三・四校舎と講堂（初代）が完成。
- 1956年（昭和31年）9月 - 校歌を制定。
- 1957年（昭和32年）
  - 5月 - 校地を北側に拡張。
  - 9月 - 講堂（二代目）と保健室が完成。旧講堂を特別教室に改造。
- 1950年（昭和35年）7月 - 第一校舎南側にスタンドが完成。
- 1961年（昭和36年）3月 - 噴水池、第五校舎3教室が完成。運動場を南へ拡張。
- 1962年（昭和37年）1月 - 第六校舎2教室を増築。
- 1964年（昭和39年）4月1日 - 特殊学級を設置。
- 1965年（昭和40年）
  - 4月1日 - 町制施行により、「北茂安町立北茂安中学校」に改称。
  - 4月9日 - 学校給食を開始。
  - 10月1日 - 北茶園を廃止し、球技運動場を設置。
- 1970年（昭和45年）11月 - 技術科教室が完成。
- 1975年（昭和50年）12月 - 体育館が完成。
- 1976年（昭和51年）8月 - 旧講堂を解体。
- 1979年（昭和54年）
  - 2月 - 校舎の改築工事（第一期）が完成。
  - 8月 - 旧校舎を解体。
- 1980年（昭和55年）
  - 2月 - 校舎の改築工事（第二期）が完成。
  - 9月 - 校舎の改築工事（第三期）が完成。
  - 10月 - 運動場に夜間照明を設置。
- 1981年（昭和56年）8月 - テニスコート、バスケットボール・バレーボールコートが完成。校庭を整備。
- 1984年（昭和59年）
  - 8月 - 焼がま電気炉小屋建設が完成。
  - 11月 - 運動場を改良。
- 1986年（昭和61年）3月 - プールが完成。
- 1988年（昭和63年）3月 - 「栄光の碑」を建立。
- 1998年（平成10年）9月1日 - 心の教室を開設。
- 2005年（平成17年）3月1日 - 三養基郡3町（北茂安・中原・三根）合併により、「みやき町立北茂安中学校」（現校名）と改称。
- 2010年（平成22年）9月 - 校舎耐震工事が完了。
- 2011年（平成23年）7月 - 第三棟校舎を改修。
- 2012年（平成24年）10月 - 普通教室等に空調設備を設置。
- 2015年（平成27年）1月 - 韓国から教育視察団が来校。

## 交通
最寄りの鉄道駅
- JR九州 長崎本線 「中原駅」

最寄りの幹線道路
- 国道34号 「白石東」交差点
- みやき町道「北茂安中学校入口」交差点
- 佐賀県道22号北茂安三田川線「通瀬橋」交差点

## 周辺
- 徳常寺
- 認定こども園まつわか幼稚園
- 北尾天満宮
- 白壁若宮天満宮

## 参考資料
- 「北茂安村誌」（1961年（昭和36年）3月, 北茂安村公民館）p.111～118